# Noire de Caromb
Noire de Caromb es un cultivar moderno de higuera tipo Higo Común Ficus carica de higos color violeta alargados de gran tamaño, también denominado como « „Figues longues noires de Caromb“ ». Se cultiva principalmente en la zona de Caromb, departamento de Vaucluse Francia
Es la variedad « „Figues longues noires de Caromb“ » cultivada en la zona de Caromb con unas 137 toneladas, representa el 5% de la producción nacional de higos, por la cual el departamento de Vaucluse figura en 3ª posición de la producción de Francia (2007).

## Sinonimia
- „Caromb“,
- „Perroquine“,
- „Douqueira Negra“,
- „Noire bifere de Caromb“,
- „Figues longues noires de Caromb“,

## Características
Los higos Noire de Caromb tipo Higo Común, tienen forma periforme con cuello largo y base redondeada gruesa.  Su fina piel es de un hermoso color azul violeta profundo y su carne roja y rosada. Son densos, firmes y flexibles.
El receptáculo es delgado, de color verde pálido, la pulpa es carnosa, color rosado con muchas semillas finas y beige.
El sabor está lleno de un equilibrio dulce y ácido, crujiente y fundente, con un gusto afirmado particularmente sabroso.
Los higos 'Noire de Caromb' son una variedad de higo con un calibre grande (6 a 8 cm de largo y 4 cm de ancho, un peso promedio de 70 gramos). Jugoso y fragante, tiene un buen agarre y muestra notables cualidades de conservación.
El árbol de 3 a 5 m de altura y hasta 7 m de ancho. Es muy sensible al frío y en climas fríos agradece una ubicación en una pared expuesta al suroeste.

## Cultivo
Fruto del verano por excelencia, 'Noire de Caromb' ha visto crecer su consumo y la producción actual no es suficiente para satisfacer la demanda del consumidor.
Generoso, el 'Noire de Caromb' ofrece dos cosechas, la primera a comienzo de julio, el segundo alrededor del 20 de agosto. En algunos huertos son más o menos tempranos, por lo que el higo está disponible continuamente durante la temporada de verano.

## Consumo
Los huertos de cultivo de higos en Francia representa aproximadamente 430 hectáreas para una producción nacional de 3.500 toneladas en promedio. 
El primer productor de higos en Francia es el departamento de Var que proporciona dos tercios de esta producción, con la variedad de Burjasot Negro que está considerada como AOC. después en segunda posición se encuentra Bouches-du-Rhône (Bocas del Ródano: 260 toneladas), y con 137 toneladas, o casi el 5% de la producción nacional, Vaucluse ocupa la 3ª posición. (según datos 2007)

Figues longues noires de Caromb
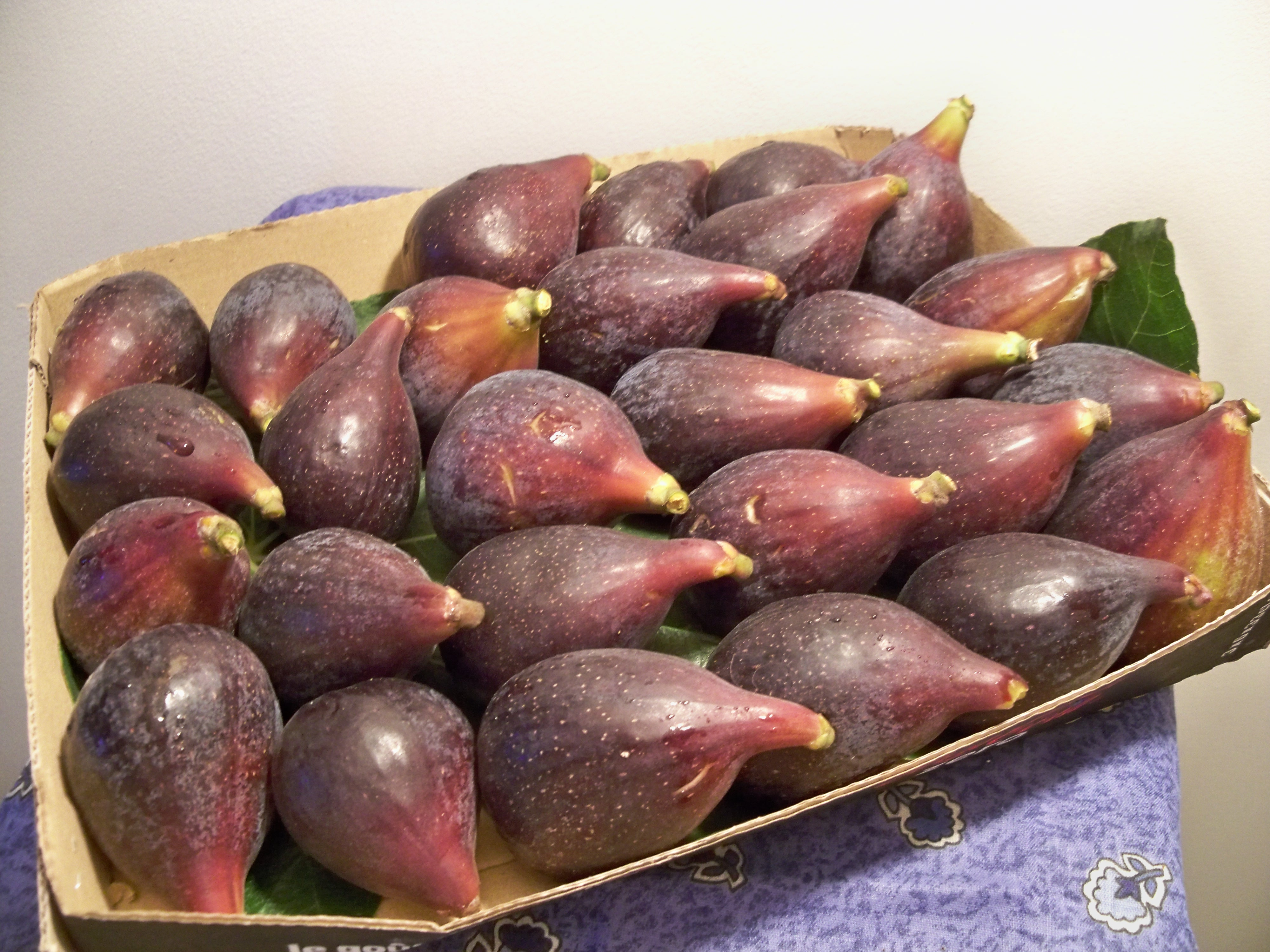
Figues de Caromb.

« Confrérie de la figue longue noire de Caromb »
Creada el 15 de octubre de 2008, la "Confrérie de la Figue Longue Noire Caromb" (Cofradia de los higos largos negros de Caromb) es una asociación legal sin ánimo de lucro (decreto de 1901). Los principales objetivos estipulados en sus estatutos son promover el higo, promover la sinergia de los productores, organizar y participar en eventos promocionales, contribuir a la actividad de la red de hermandades del higo en Francia. La Hermandad mantiene el conservatorio y huerto educativo de higueras creado en 2010 y trabaja en el proyecto de creación de una ruta turística y gastronómica del higo del Var en el Gers.

Confrérie de la Figue Longue Noire Caromb
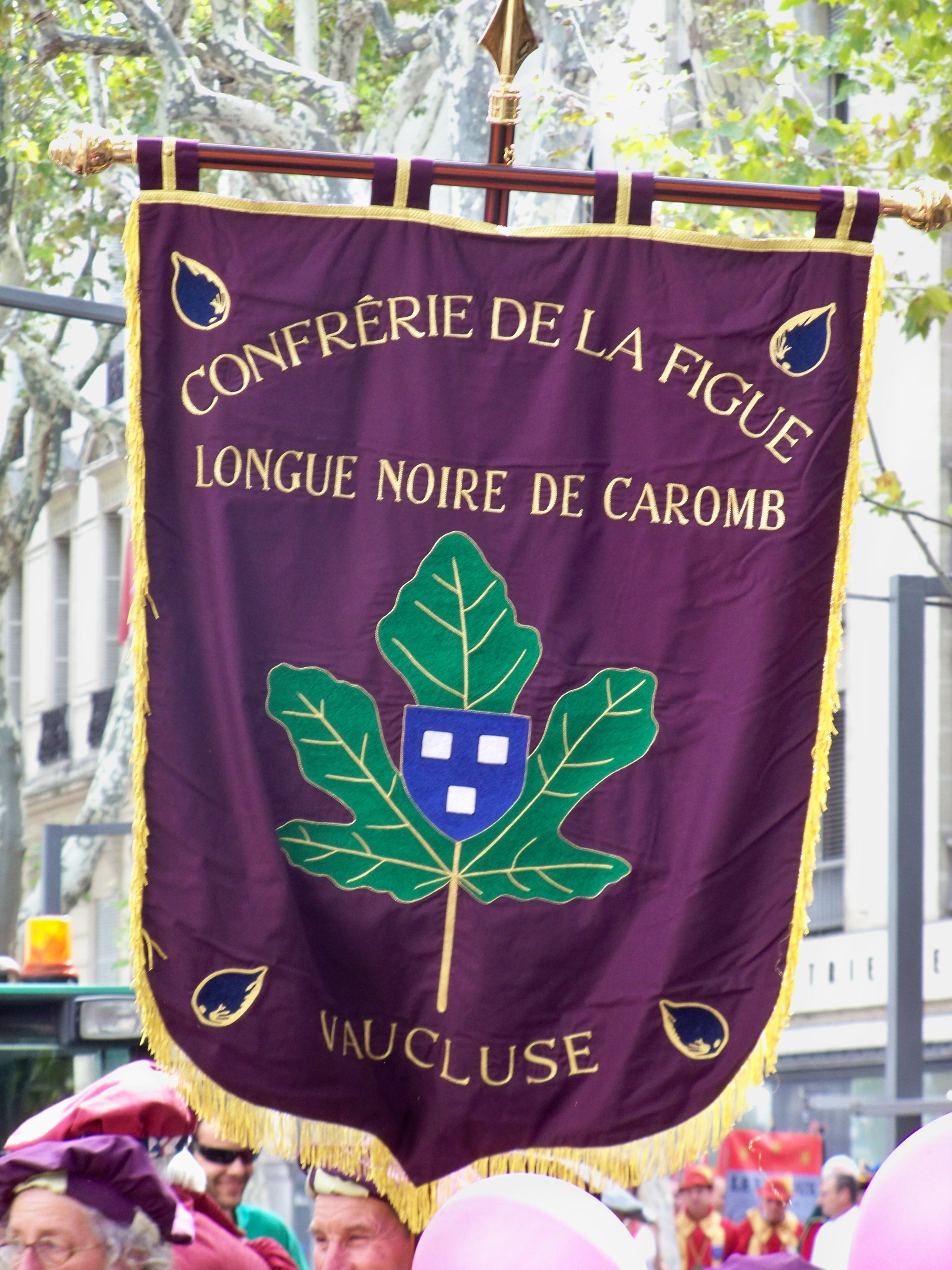
Estandarte de la Cofradía.